# Ладожка (деревня)
Ладожка — деревня в Пестовском муниципальном районе Новгородской области. Входит в состав Охонского сельского поселения. По всероссийской переписи населения 2010 года население деревни — 6 человек (все женщины).
Площадь территории деревни — 14,5 га. Ладожка находится на высоте 157 м над уровнем моря, в 4,5 км к югу от Федова и 1,5 км к югу от Борисовки.

## История
В списке населённых мест Устюженского уезда Новгородской губернии за 1909 год деревня Ладожка указана как относящаяся к Охонской волости (2-го стана, 4-го земельного участка). Население деревни Ладожка, что была тогда на земле Ладожского сельского общества — 228 жителей: мужчин — 101, женщин — 127, число жилых строений — 81; тогда в деревне была часовня, имелись: хлебозапасный магазин и мелочная лавка. Затем с 10 июня 1918 года до 31 июля 1927 года в составе Устюженского уезда Череповецкой губернии, затем — центр Ладожского сельсовета Пестовского района Череповецкого округа Ленинградской области. Население деревни Ладожка в 1928 году — 170 человек. В ноябре 1928 года Ладожский сельсовет был упразднён, а деревня вошла в состав Федовского сельсовета. По постановлению ЦИК и СНК СССР от 23 июля 1930 года Череповецкий округ был упразднён, а район перешёл в прямое подчинение Леноблисполкому. По Указу Президиума Верховного Совета СССР от 5 июля 1944 года Пестовский район был передан из Ленинградской области во вновь образованную Новгородскую область. Решением Новгородского облисполкома № 359 от 8 июня 1954 года Федовский сельсовет был упразднён, а Ладожка вошла в состав Охонского сельсовета. Во время неудавшейся всесоюзной реформы по делению на сельские и промышленные районы и парторганизации, в соответствии с решениями ноябрьского (1962 года) пленума ЦК КПСС «о перестройке партийного руководства народным хозяйством» с 10 декабря 1962 года был образован, в числе прочих, крупный Пестовский сельский район на территории Дрегельского, Пестовского и Хвойнинского районов. Сельсовет и деревня вошли в состав этого района, а 1 февраля 1963 года административный Пестовский район в числе прочих был упразднён. Пленум ЦК КПСС, состоявшийся 16 ноября 1964 года восстановил прежний принцип партийного руководства народным хозяйством, после чего Указом Верховного Совета РСФСР от 12 января 1965 года сельские районы были преобразованы вновь в административные районы и решением Новгородского облисполкома № 6 от 14 января 1965 года сельсовет и деревня вновь в составе Пестовского района.
С принятием закона от 6 июля 1991 года «О местном самоуправлении в РСФСР» была образована Администрация Охонского сельсовета (Охонская сельская администрация), затем Указом Президента РФ № 1617 от 9 октября 1993 года «О реформе представительных органов власти и органов местного самоуправления в Российской Федерации» деятельность Охонского сельского Совета была досрочно прекращена, а его полномочия переданы Администрации Охонского сельсовета. По результатам муниципальной реформы, с 2005 года деревня входит в состав муниципального образования — Охонское сельское поселение Пестовского муниципального района (местное самоуправление), по административно-территориальному устройству подчинена администрации Охонского сельского поселения Пестовского района. В 2012 году Новгородская областная дума (постановлением № 50-5 ОД от 25.01.2012) постановила уведомить Правительство Российской Федерации об упразднении в числе прочих Охонского сельсовета Пестовского района.